# Abdelkader Laïfaoui
Abdelkader Laïfaoui (Hussein Dey, Argel, Argelia, 29 de julio de 1981) es un futbolista argelino. Juega de defensa y su equipo actual es el USM Alger del Championnat National de Première Division de Argelia. 
También, es integrante de la selección de fútbol de Argelia.

## Trayectoria
Se inició en El Annasser en 1999 y pasó por varios clubes de Argelia pero el club con el que tuvo mayor éxito fue el ES Sétif, también de su país. Con este conjunto ganó varios torneos nacionales e internacionales entre 2007 y 2010.
El 25 de julio de 2011, fichó por el USM Alger, club con el cual firmó por dos años.

## Selección nacional
Desde 2004, forma parte de la selección de fútbol de Argelia con la cual ya ha disputado 8 partidos. Pese a no ser habitual titular en la selección fue parte de los equipos definitivos en una Copa Africana de Naciones y un Campeonato Africano de Naciones. También fue llamado al conjunto argelino para la Copa Mundial de Fútbol de 2010, realizada en Sudáfrica.

### Participaciones en Copas del Mundo
| Mundial                        | Sede      | Resultado    | Partidos | Goles |
| ------------------------------ | --------- | ------------ | -------- | ----- |
| Copa Mundial de Fútbol de 2010 | Sudáfrica | Primera fase | 0        | 0     |

### Participaciones en Copas Africanas
| Copa                           | Sede   | Resultado    | Partidos | Goles |
| ------------------------------ | ------ | ------------ | -------- | ----- |
| Copa Africana de Naciones 2010 | Angola | Cuarto lugar | 3        | 0     |

## Clubes
| Club        | País    | Año         |
| ----------- | ------- | ----------- |
| El Annasser | Argelia | 1999 - 2003 |
| Hussein Dey | Argelia | 2003 - 2005 |
| Belouizdad  | Argelia | 2005 - 2007 |
| ES Sétif    | Argelia | 2007 - 2011 |
| USM Alger   | Argelia | 2011 -      |

## Palmarés

### Campeonatos nacionales
| Título                                    | Club     | País    | Año  |
| ----------------------------------------- | -------- | ------- | ---- |
| Championnat National de Première Division | ES Sétif | Argelia | 2009 |
| Copa de Argelia                           | ES Sétif | Argelia | 2010 |

### Copas internacionales
| Título                                           | Club     | País                | Año  |
| ------------------------------------------------ | -------- | ------------------- | ---- |
| Liga de Campeones Árabe                          | ES Sétif | Argelia y Jordania  | 2007 |
| Liga de Campeones Árabe                          | ES Sétif | Marruecos y Argelia | 2008 |
| Copa de Campeones del Norte de África            | ES Sétif | Argelia y Túnez     | 2009 |
| Supercopa del Norte de África                    | ES Sétif | Argelia             | 2010 |
| Copa de Ganadores de la Copa del Norte de África | ES Sétif | Libia y Argelia     | 2010 |